# 維爾格拉滕山脈
維爾格拉滕山脈是奧地利的山脈，是中阿爾卑斯山脈的一部分，橫跨利恩茨縣和特倫蒂諾-上阿迪傑，全長44公里，最高點海拔高度2,962米。

## 外部連結
- Villgraten Mountains （页面存档备份，存于） at www.summitpost.org (English)